# Труженик (Крым)
Тру́женик (до 1948 года Сура́н-Бары́н; укр. Труженик, крымскотат. Suran Barın, Суран Барын) — исчезнувшее село в Джанкойском районе Республики Крым, располагавшееся на западе района, в степной части Крыма, примерно в 2 км к востоку от современного села Павловка.

### Динамика численности населения
- 1805 год — 85 чел.[5]
- 1864 год — 20 чел.[6]
- 1900 год — 28 чел.[7]
- 1915 год — 17 чел.[8]
- 1926 год — 40 чел.[9]

## История
Первое документальное упоминание села встречается в Камеральном Описании Крыма… 1784 года, судя по которому, в последний период Крымского ханства Барой бочаласы входил в Бочалатский кадылык Карасъбазарского каймаканства.
После присоединения Крыма к России (8) 19 апреля 1783 года, (8) 19 февраля 1784 года, именным указом Екатерины II сенату, на территории бывшего Крымского Ханства была образована Таврическая область и деревня была приписана к Перекопскому уезду. После Павловских реформ, с 1796 по 1802 год, входила в Перекопский уезд Новороссийской губернии. По новому административному делению, после создания 8 (20) октября 1802 года Таврической губернии, Барын был включён в состав Бозгозской волости Перекопского уезда.
По Ведомости о всех селениях в Перекопском уезде состоящих с показанием в которой волости сколько числом дворов и душ… от 21 октября 1805 года в деревне Барын числилось 10 дворов, 80 крымских татар и 5 ясыров. На военно-топографической карте генерал-майора Мухина 1817 года деревня Баран обозначена с 15 дворами. После реформы волостного деления 1829 года Барин, согласно «Ведомости о казённых волостях Таврической губернии 1829 года» отнесли к Эльвигазанской волости. На карте 1836 года в деревне 10 дворов. Затем, видимо, вследствие эмиграции крымских татар в Турцию, деревня заметно опустела и на карте 1842 года Барын обозначен условным знаком «малая деревня», то есть, менее 5 дворов.
В «Списке населённых мест Таврической губернии по сведениям 1864 года», составленном по результатам VIII ревизии 1864 года, Барык — владельческая деревня, с 2 дворами и 20 жителями при колодцах. На трёхверстовой карте 1865—1876 года в деревне Барын обозначено 12 дворов и рядом хутор Карпенко Суран. Согласно «Памятной книжке Таврической губернии за 1867 год», деревня стояла покинутая, ввиду эмиграции крымских татар, особенно массовой после Крымской войны 1853—1856 годов, в Турцию.
Вновь Барын упоминается в «…Памятной книжке Таврической губернии на 1900 год», согласно которой в экономии Барин Богемской волости числилось 28 жителей в 1 дворе. По Статистическому справочнику Таврической губернии. Ч.II-я. Статистический очерк, выпуск пятый Перекопский уезд, 1915 год, в усадьбе Суран-Барын (Раппа) Богемской волости Перекопского уезда числилось 2 двора в количестве 17 человек приписных жителей. Также числиось 2 хутора Суран-Барын:Абта (2 двора, 18 человек приписных жителей и 5 — «посторонних») и Раппа (1 двор, 4 приписных и 11 «посторонних»), все с немецким населением
После установления в Крыму Советской власти, по постановлению Крымревкома от 8 января 1921 года № 206 «Об изменении административных границ» была упразднена волостная система и в составе Джанкойского уезда был создан Джанкойский район. В 1922 году уезды преобразовали в округа. 11 октября 1923 года, согласно постановлению ВЦИК, в административное деление Крымской АССР были внесены изменения, в результате которых округа были ликвидированы, основной административной единицей стал Джанкойский район и село включили в его состав. Согласно Списку населённых пунктов Крымской АССР по Всесоюзной переписи 17 декабря 1926 года, в хуторе Суран-Барын, Павловского сельсовета Джанкойского района, числилось 7 дворов, все крестьянские, население составляло 40 человек, все немцы. Вскоре после начала Великой Отечественной войны, 18 августа 1941 года крымские немцы были выселены, сначала в Ставропольский край, а затем в Сибирь и северный Казахстан.
После освобождения Крыма от фашистов в апреле, 12 августа 1944 года было принято постановление № ГОКО-6372с «О переселении колхозников в районы Крыма» и в сентябре 1944 года в район приехали первые новоселы (27 семей) из Каменец-Подольской и Киевской областей, а в начале 1950-х годов последовала вторая волна переселенцев из различных областей Украины. С 25 июня 1946 года селение в составе Крымской области РСФСР. Указом Президиума Верховного Совета РСФСР от 18 мая 1948 года, Суран-Барын переименовали в Труженик. 26 апреля 1954 года Крымская область была передана из состава РСФСР в состав УССР. Время включения в Новокрымский сельсовет пока не установлено: на 15 июня 1960 года посёлок уже числился в его составе. Ликвидирован к 1968 году (согласно справочнику «Крымская область. Административно-территориальное деление на 1 января 1968 года» — в период с 1954 по 1968 годы, как посёлок Новокрымского сельсовета).